# Karamoko Moussa Traoré
Karamoko Moussa Traoré (28 dicembre 1982) è un ex calciatore mauritano, di ruolo attaccante.